# Cathédrale Saint-Clément d'Ohrid
La Cathédrale Saint-Clément d'Ohrid (macédonien : Соборна црква - Свети Климент Охридски), souvent appelée Soborna Tsrkva (Соборна црква) est une cathédrale orthodoxe située à Skopje, en Macédoine du Nord. Il s'agit du lieu de culte le plus vaste de l'Église orthodoxe macédonienne. La cathédrale, voisine du siège de l'Église macédonienne, est dédiée à Clément d'Ohrid et appartient à la Sainte-Mère. Des chapelles intérieures sont dédiées aux empereurs Constantin et Hélène et à Saint Mina.

## Architecture
La cathédrale, dessinée par Slavko Brezovski, est commencée en 1972 et consacrée le 12 août 1990, lors du 1 150ème anniversaire de son Saint, Clément d'Ohrid. L'édifice, en forme de rotonde, est l'une des réalisations architecturales modernes les plus originales de Macédoine du Nord. Sa rotonde s'insère dans un carré de 36 mètres de côté et la cathédrale ne présente à l'extérieur qu'une imbrication de dômes et d'arches, sans aucun mur à la surface plane. Sous le dôme central se trouve le trône de l'archevêque de Macédoine, haut de 3,5 mètres.
La cathédrale est jouxtée par un clocher qui porte trois cloches. Elles pèsent chacune 1000, 500 et 300 kg et ont été fondues en Autriche.
Dans la cour se trouve également une fontaine offerte par la communauté islamique.